# Arromanches-les-Bains
Arromanches-les-Bains é uma comuna francesa na região administrativa da Normandia, no departamento Calvados. Estende-se por uma área de 1,37 km². Em 2010 a comuna tinha 492 habitantes (densidade: 359,1 hab./km²).
Durante a Segunda guerra Mundial, a pequena vila, que fica localizada entre dois morros escarpados, foi escolhida pelos aliados para receber um dos dois portos artificiais "Mullberry", que foram utilizados para desembarque de tropas e equipamentos.
Remanescentes deste porto, nomeado pelos Ingleses "Porto Winston", em homenagem ao seu idealizador, Sir Winston Churchill, ainda hoje podem ser observados na praia de Arromanches.
Também lá encontram-se o Museu do Desembarque, "Musée du Débarquement", um cinema 360º que apresenta filmes sobre a história da vila na segunda guerra, pousadas, restaurantes e pequeno comércio.
Todo dia 6 de junho são realizadas comemorações alusivas ao desembarque aliado na Normandia, no Dia-D.
É uma comunidade que tem no turismo atividade muito importante. 

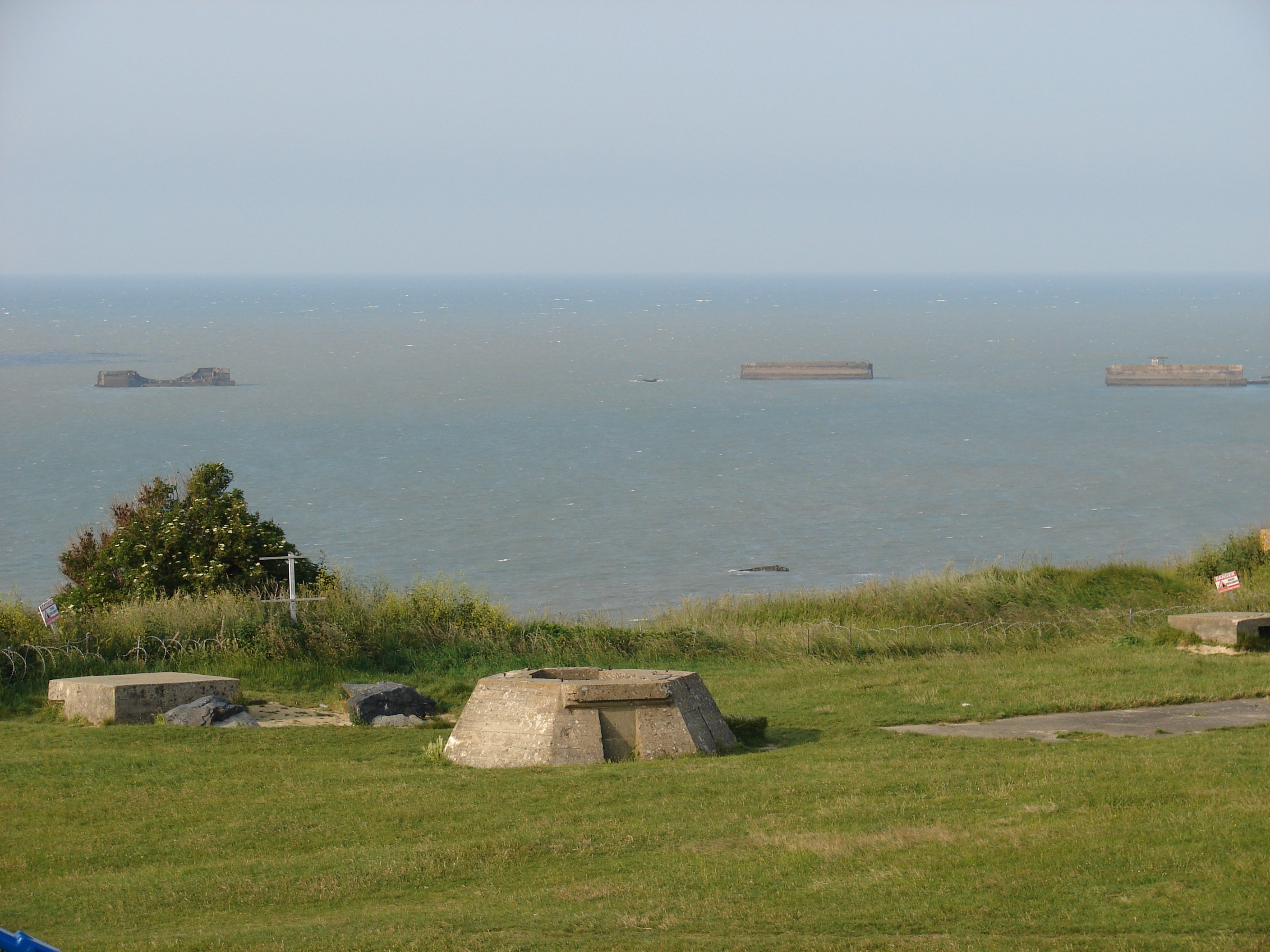
Arromanches - Remanescentes do Quebra-mar do porto artificial Mullberry, vistos dos rochedos a leste da vila. Em primeiro plano, uma antiga posição de metralhadora alemã.